# 澳洲穆氏暗光魚
澳洲穆氏暗光鱼（学名：Maurolicus australis）为輻鰭魚綱巨口魚目褶胸鱼科的其中一種。分布於西南太平洋區的澳洲及紐西蘭海域，體長可達5公分，為深海魚類，會進行垂直性洄游，屬肉食性，以甲殼類及小魚等為食。

## 扩展阅读
維基物種上的相關：澳洲穆氏暗光魚